# Federația Ecvestră Română
Federația Ecvestră Română (FER) este organismul de conducere a echitației din România. Înființată în anul 1930, este membră a Comitetului Olimpic Român (COSR) și Federației Ecvestre Internaționale (FEI).

## Istoric
Primele date oficiale despre competițiile de cai, în special alergările de cai, apar pe teritoriul României, în Moldova, în anul 1851.
În acești ani se începe reglementare acestei activități având interes strategic militar și îmbunătățirea raselor de cai, necesare în contextul luptelor pe care Țările Române le duceau în acea perioadă.
Alexandru Ioan Cuza a fost cel care a încurajat strategia de modernizare a armatei române, împreună cu Generalul Ioan Emanoil Florescu, care în 1871 a înființat și a condus Societatea Equestră Română.
Acest fenomen beneficiază și de sprijinul regelui Carol I, lucru ce va aduce ameliorarea raselor de cai din România, și la înființarea multor școli militare de cavalerie cu accent per dresaj, sărituri, viteză, și îndemânare. Se nasc primele hipodromuri la București și în orașele din provincie unde se pune accentul pe activitatea de galop sau trap, pe probele de alergări steeple chase și cu obstacole. 
Apar așadar societăți ecvestre, majoritatea militare, ce participă la competiții pe plan național și internațional, cu timpul depășind nevoia de pregătire militară, orientându-se specific spre sfera sportului de performanță.
În 1930 România participă la Congresul Federației Ecvestre Internaționale, iar în acest context se naște, pe data de 12 decembrie, Federația Equestră Română.
După o pauză a activităților în urma celui de-al Doilea Război Mondial, federația se renaște pe data de 2 iulie 1947 sub numele de Federația Ecvestră Română. 

## Discipline
Federația Ecvestră Română, organizează și coordinează următoarele discipline:
- Obstacole
- Dresaj
- Concurs complet (dresaj-cros-obstacole)
- Atelaje
- Anduranță
- Voltija

## Victorii

### Jocurile Olimpice
| Ediție | Loc     | Atlet                                             | Disciplină          | Medalie |
| ------ | ------- | ------------------------------------------------- | ------------------- | ------- |
| 1936   | Berlin  | Henri Rang                                        | dresaj - individual |         |
| 1980   | Moscova | Anghelache Donescu, Petre Roșca, Dumitru Velicucu | dresaj - echipe     |         |

## Vezi și
- Sportul în România
- Hipodromul Băneasa
- Hipodromul Craiova

## Legături externe
- Site web oficial